# El golpe del pájaro
"El golpe del pájaro" es una canción del grupo bogotano Los Speakers, incluida en su primer LP "The Speakers". Fue lanzado como sencillo en 1964, como cara B junto a una versión de La Bamba (de Ritchie Valens) como cara A.
Esta versión de "Surfin' Bird", de The Trashmen, fue el primer éxito en ventas y popularidad del grupo. Es cantada por Luis Dueñas.

## Intérpretes
- Humberto Monroy - Voz, Bajo
- Rodrigo García - Voz, Guitarra
- Oswaldo Hérnandez - Guitarra
- Luis Dueñas - Guitarra, Teclados
- Fernando Latorre - Batería